# Jurujuba

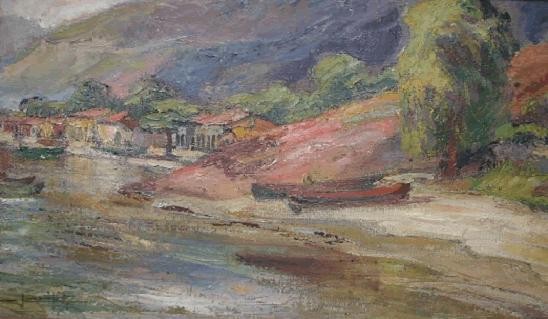
"Paisagem de Jurujuba", de Lucílio de Albuquerque

Jurujuba é um bairro histórico da Zona Sul da cidade de Niterói, no estado do Rio de Janeiro, no Brasil.

## Topônimo
"Jurujuba" é o nome da enseada na qual se localiza o bairro. A palavra deriva do nome tupi aîuruîuba, que significa "jurus amarelos" (aîuru, juru + îuba, amarelo). Também eram assim chamados, pelos indígenas do recôncavo da Baía de Guanabara do Período Colonial, os franceses, por "serem louros e estarem sempre a falar".

## Características
A região da enseada que levava seu nome estendia-se desde a Ponta do Cavalão até o Morro do Pico. A faixa de areia se via cercada pelo mar, à frente e pelo maciço do Morro da Viração, à sua retaguarda. As terras pertenciam aos jesuítas e continuaram em seu poder até a expulsão da ordem do país pelo Marquês de Pombal. As propriedades se converteram, então, para o Estado. O povoamento que mais se desenvolveu foi o da outrora Fazenda de São Francisco Xavier, que, mais tarde, se convertera no nome daquele trecho e que substituiria o nome da enseada, passando a se chamar Saco de São Francisco. A divisão definitiva dos bairros se completaria com o desmembramento de Charitas (do latim charitas, "caridade") da região remanescente. Restou ao bairro apenas a porção de terra mais meridional da enseada.
O atual bairro é predominantemente ocupado por antigos moradores e um vila de pescadores - uma das mais tradicionais do estado, que organiza anualmente uma procissão marítima em louvor de seu padroeiro, São Pedro, no dia 29 de junho. A festa faz parte do calendário oficial da cidade.
Sua localização encontra-se no meio do caminho para o Complexo dos Fortes, antiga área de defesa da entrada da Baía de Guanabara contra invasores no Brasil Colônia, tendo como destaque a Fortaleza de Santa Cruz - ponto de interesse turístico da cidade. Ainda situam-se em sua área as praias da Várzea, do Canal, de Jurujuba, as pequenas Adão e Eva (separadas por um rochedo), de Fora e do Imbuí. As duas últimas já são consideradas oceânicas e contêm águas de coloração bastante azulada. Contudo são de acesso restrito, por causa da localização ser em área militar. As demais são consideradas de interior de baía, com águas mais escuras e turvas.
São bairros vizinhos Charitas e Piratininga.

## Pontos Turísticos
O bairro é conhecido devido à Festa de São Pedro, Padroeiro dos Pescadores. Há relatos dessa festa no Jornal O Fluminense, da cidade de Niterói, desde 1890. Alguns pesquisadores se dedicaram a estudar essa temática, entre eles, destacam-se a professora Dra. Marli Cigagna, que escreveu sua tese de doutoramento na França, estudando o desenvolvimento urbano e regional da cidade de Niterói (RJ) e o bairro de Jurujuba. E a pesquisadora Denise Caxias, que tem se dedicado a compreender as dinâmicas da festa de São Pedro em Jurujuba.  A Festa de São Pedro conta com uma grande procissão marítima que é parte fundamental da história e permanências culturais local. 
Temos também o Forte Barão do Rio Branco e a Fortaleza de Santa Cruz, que foi muito importante para impedir as invasões holandesa e francesa.